# آندریاس ویچورک
آندریاس ویچورک (انگلیسی: Andreas Wieczorek؛ زادهٔ ۱۴ ژانویهٔ ۱۹۷۴) بازیکن فوتبال اهل آلمان است.
از باشگاه‌هایی که در آن بازی کرده‌است می‌توان به اشپورت فقاند زیگن، باشگاه فوتبال آینتراخت برانشوایگ، و باشگاه فوتبال بوخوم اشاره کرد.